# Łowikowate
Łowikowate (Asilidae) – rodzina owadów z rzędu muchówek licząca ponad 7 tys. gatunków.
CharakterystykaMają długie i mocne odnóża. Występuje u nich twarda kłujka. Ciemieniowa część głowy jest obniżona. Wszystkie są drapieżnikami polującymi na inne owady (muchówki, błonkówki – w tym również na pszczołę miodną). Polują w locie lub z zasadzki pochwycając ofiarę swoimi długimi odnóżami. Polując z zasadzki usadawiają się w jakimś nasłonecznionym miejscu i przyjmują postawę nieruchomą. Punktem, gdzie oczekują na ofiarę może być kwiat na łące, pień drzewa, skała itp. Gdy zauważą ofiarę błyskawicznie zrywają się do lotu i atakują chwytając i zabijając ofiarę w locie. Zabijają swoje ofiary przebijając jej ciało kłujką i do jego wnętrza wlewają kropelkę śliny, co powoduje natychmiastowy paraliż lub śmierć. Drapieżne są również ich larwy żyjące w glebie i spróchniałym drewnie.
SystematykaW Polsce łowikowate należą do czterech podrodzin:
- Leptogasterinae
- Asilinae
- Laphriinae
- Dasypogoninae

Przedstawiciele (wybór)

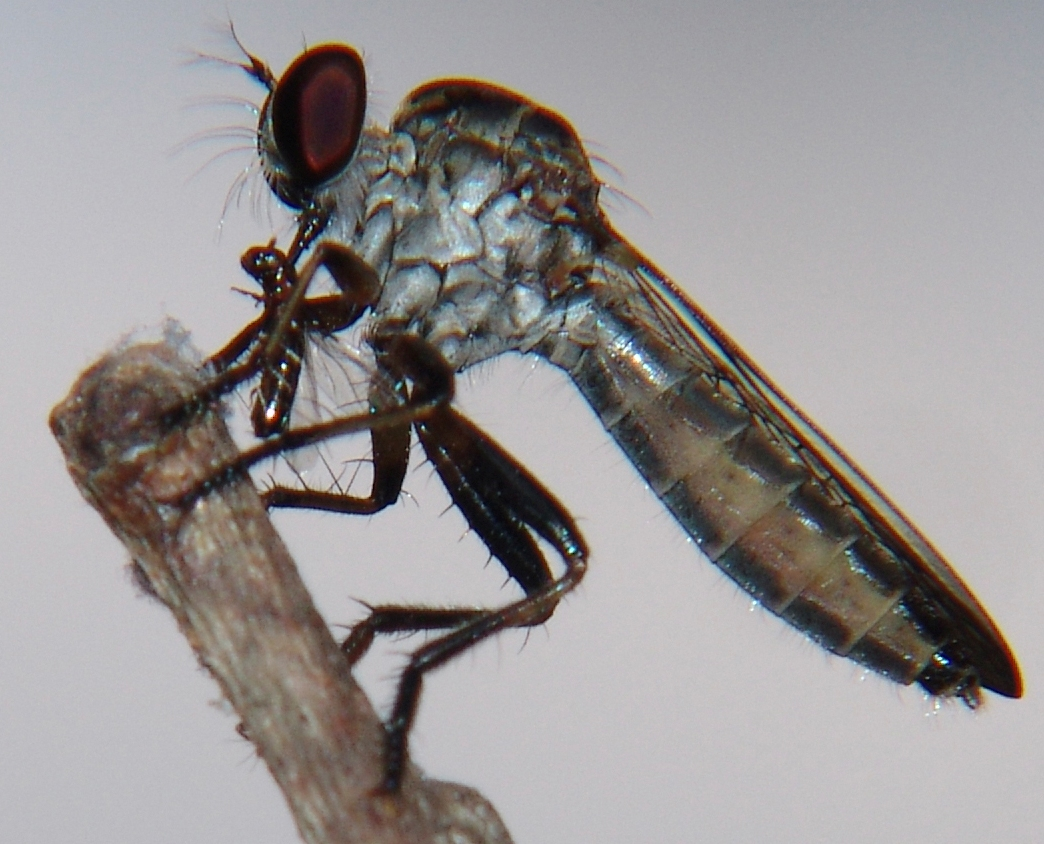
Ommatius sp.

- łowiec czarniawy (Machimus atricapillus)
- łowik szerszeniak (Asilus crabroniformis)
- pędźka rudonoga (Dioctria rufipes)
- wierzchołówka żółtowłosa (Laphria flava)